# My Super Sweet 16
My Super Sweet 16 is een realityserie van de Amerikaanse televisiezender MTV, waarin tieners die net zestien of andere leeftijd zijn geworden grote feesten organiseren om hun verjaardag te vieren. Het programma wordt sinds 18 januari 2005 uitgezonden.
Inmiddels heeft Engeland zijn eigen realityserie My Super Sweet 16 UK, dat een vergelijkbaar programma is.
Het openingsliedje van het programma is "Sweet Sixteen" van Hilary Duff.
In 2007 is Super Sweet 16: The Movie uitgebracht, een film die is gebaseerd op de serie.

## Opzet
In de Verenigde Staten vieren jongeren vaak uitbundig dat ze zestien jaar zijn geworden. Hierbij worden grote feesten georganiseerd die worden gefinancierd door de ouders. De kosten, die worden vermeld, lopen vaak enorm op, tot bedragen van honderdduizenden euro's. De zestienjarigen krijgen vaak een auto cadeau van hun ouders. My Super Sweet 16 volgt de jongeren tijdens de organisatie van het feest waar veel bij komt kijken, zoals uitnodigingen versturen, het regelen van een grote artiest en het zoeken naar de perfecte outfit met vrienden of het bekijken van auto's.

## Kritiek
- Op het programma is veel kritiek geleverd. Het programma zou veel te materialistisch zijn en het zou jongeren ertoe bewegen om zo veel mogelijk in de smaak te vallen bij anderen om hen heen door grote sommen geld uit te geven aan feesten. Op IMDb.com heeft de serie een score van 2,0 uit 10. (2009)
- Op 13 september 2005 schonk de krant The Erie Times News aandacht aan het programma. In een artikel was te lezen dat de producenten van het programma tieners anders afbeelden dan ze in werkelijkheid zijn; Jazmin, die in 2005 aan het programma meedeed, moest volgens de producenten zeggen dat ze "het gaafste meisje van de school is" en dat haar vrienden "de populairsten zijn en de leiders van de groep".
- Vanwege de opmerkelijke opzet van het programma is het programma al meerdere malen geparodieerd door andere televisieprogramma's, waaronder door South Park en Saturday Night Live.

- Library of Congress Control Number: n2010029349
- Virtual International Authority File: 177989825